# ريتشارد إتش سمول
ريتشارد إتش سمول (بالإنجليزية: Richard H. Small)‏ هو فيزيائي أمريكي، ولد في 1935 في سان دييغو في الولايات المتحدة.